# Ibolyás nőszőfű
Az ibolyás nőszőfű ( Epipactis purpurata) a kosborfélék családjába tartozó, Magyarországon védett vadvirág.

## Megjelenése
Az ibolyás nőszőfű 20–70 cm (átlagosan 40 cm) magas, lágyszárú, évelő növény. Gyakran csoportosan megjelenő, vékony szára egyenesen felálló, nem elágazó, rövid szőrökkel borított. Fiatal hajtásai ibolyáslila árnyalatúak, ami a virágzás idejére kékes-ibolyászölddé változik. 4-12 széles-lándzsás vagy kihegyezett tojásdad alakú, fényes levele ép szélű, párhuzamos erezetű, száron ülő. Hosszuk 5–10 cm, szélességük 1–3 cm, a száron spirálisan helyezkednek el.
Július-szeptemberben virágzik. Virágzata 8–23 cm magas, karcsú fürt, amelyen 20-50 virág található. A virágok külső három lepellevele (szirma) zöld (fonákján esetleg lilás árnyalatú), a belső három zöldesfehér vagy fehér; hosszuk 8–13 mm, szélességük 4–6 mm. A mézajak külső tagja (epichil) lilás halványrózsaszín, belső része sötétebb vörösesbarna.
Termése toktermés, amely számtalan lisztfinomságú, apró magot tartalmaz.
Kromoszómaszáma 2n=40.

## Elterjedése
Nyugat- és Közép-Európában honos, elterjedésének határa északon Dánia és a balti államok, nyugaton a Brit-szigetek, délkeleten Erdély és az Észak-Balkán. Hegyekben 1500 méterig fordul elő. Magyarországon inkább a hegy-  és dombvidékek erdeiben él, alföldi állományai az összes 6%-át teszik ki. Leginkább az Északi-középhegységben és a Zalai-dombságon gyakori, de megtalálható a Mecsekben, a Bakonyban és szórványosan a Kőszegi-hegységben és az Alföldön is. 

## Életmódja
Árnyas, nedves bükkösökben, gyertyános-tölgyesekben, ligeterdőkben, esetleg fenyvesekben él. A kötött, agyagos, nedves, savanyú-semleges talajt kedveli. Termőhelyein a talaj kémhatását pH 5,2-6,8-nak (átlagosan 5,93) mérték.
A többi kosborfajhoz hasonlóan csírázáshoz feltétlenül szükséges gombafonalakkal kapcsolódnia (mikorrhiza), amelyek ellátják tápanyagokkal. A gombák később is jelentős szerepet játszanak a növény vízzel és tápanyagokkal való ellátásában; erre utalnak kis levelei, jó árnyéktűrése, és hogy viszonylag gyakoriak a klorofillhiányos, lilás-rózsaszín színű példányok (var. erdnerii vagy var. rosea).
Hajtásai júniusban jelennek meg és július közepétől szeptember elejéig virágzik. Átlagos virágzási középnapja augusztus 9. Főleg darazsak porozzák be, mint az osztrák darázs (Vespula austriaca), pirosfoltos darázs (V. rufa), kecskedarázs (V. vulgaris), német darázs (V. germanica), vagy az erdei darázs (Dolichovespula sylvestris). A megtermékenyülés hatékonysága elég jó, a virágok 70-80%-a termést hoz. Magvai október-novemberben érnek be. Gyakran csoportosan jelenik meg, ami arra utal, hogy a vegetatív szaporodás, sarjképzés is jelentős lehet. Közeli rokonaival, mint a széleslevelű nőszőfűvel vagy csőrös nőszőfűvel hibridizálódhat.

## Természetvédelmi helyzete
Az ibolyás nőszőfű széles elterjedési területe és helyenkénti gyakorisága miatt a Természetvédelmi Világszövetség Vörös listáján nem fenyegetett státuszt kapott. Főleg az erdőirtások, fakitermelések veszélyeztetik. Magyarországon eddig összesen 197 állományát mérték fel, amelyek közül 165 1990 után is fennmaradt, visszaszorulása 16%-os. Teljes egyedszáma néhány tízezres lehet. 1982 óta védett, természetvédelmi értéke 10 000 Ft.

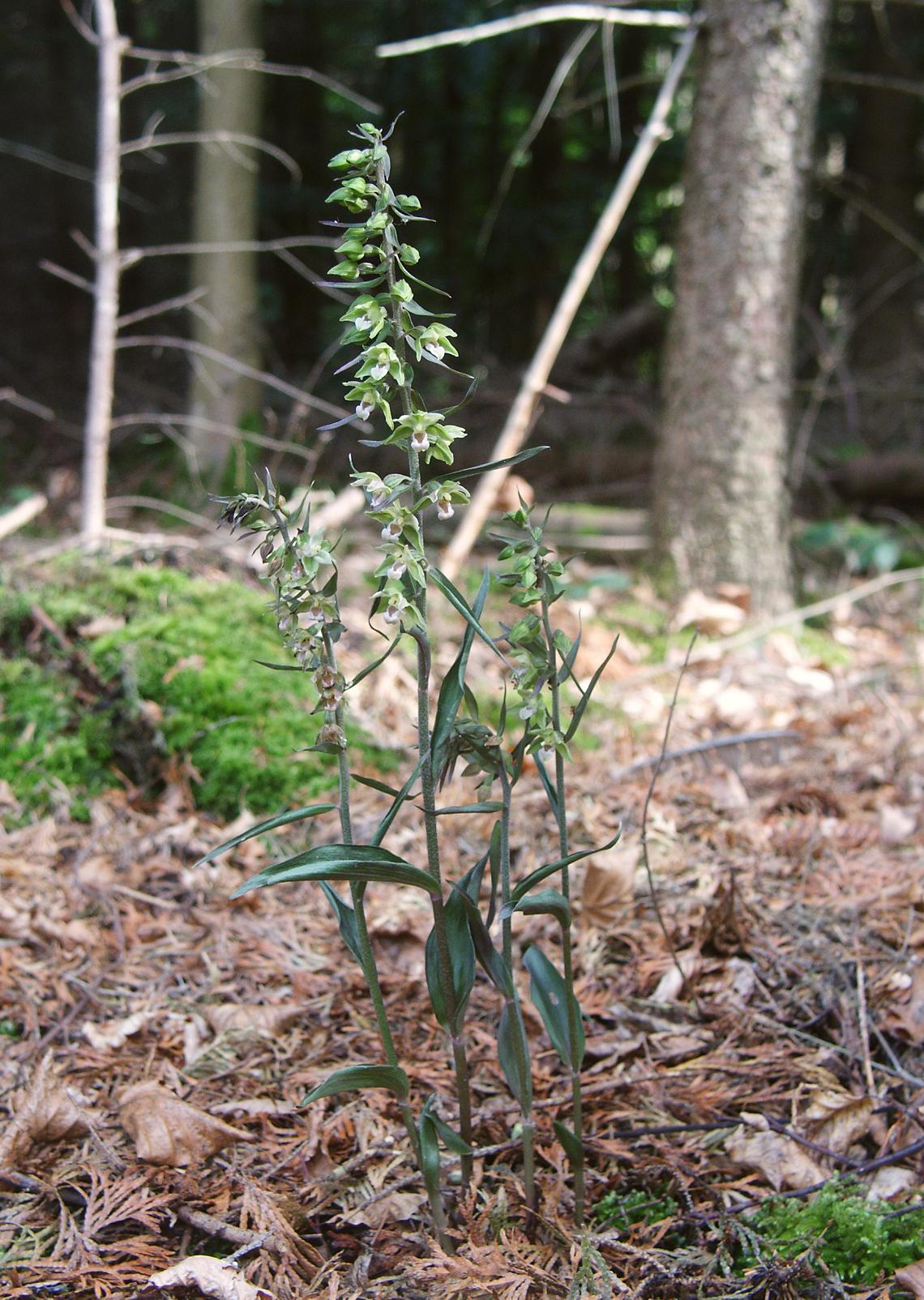
Habitusa
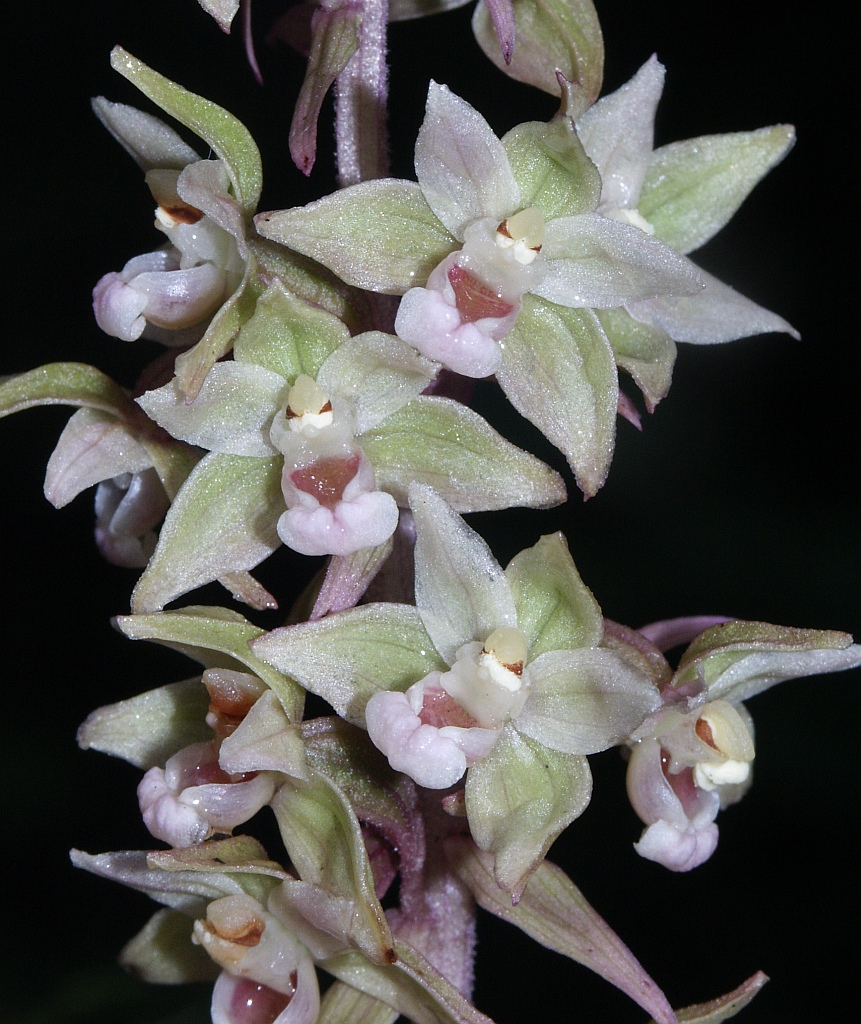
Virágai
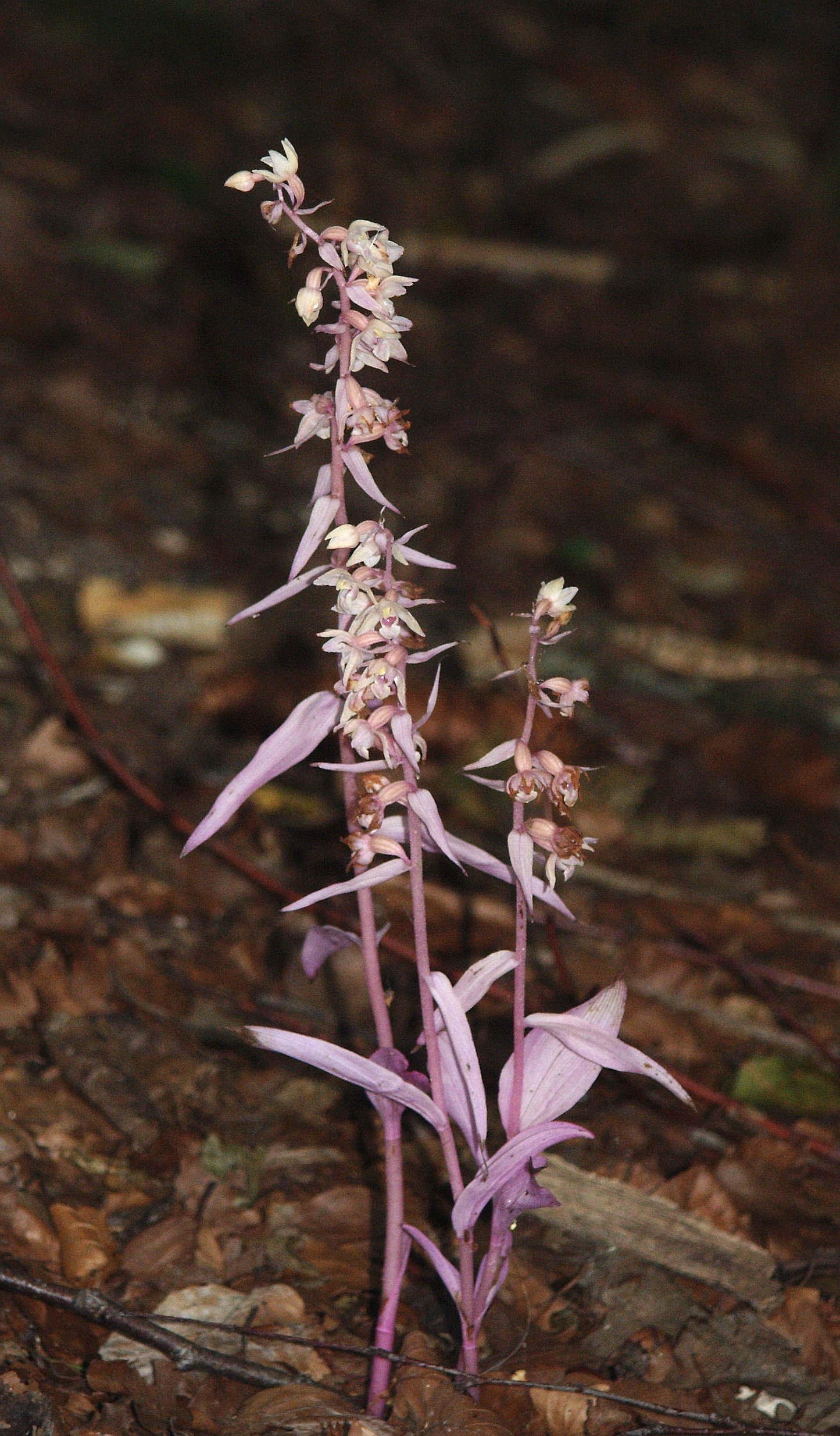
Klorofillhiányos (var. rosea) változata
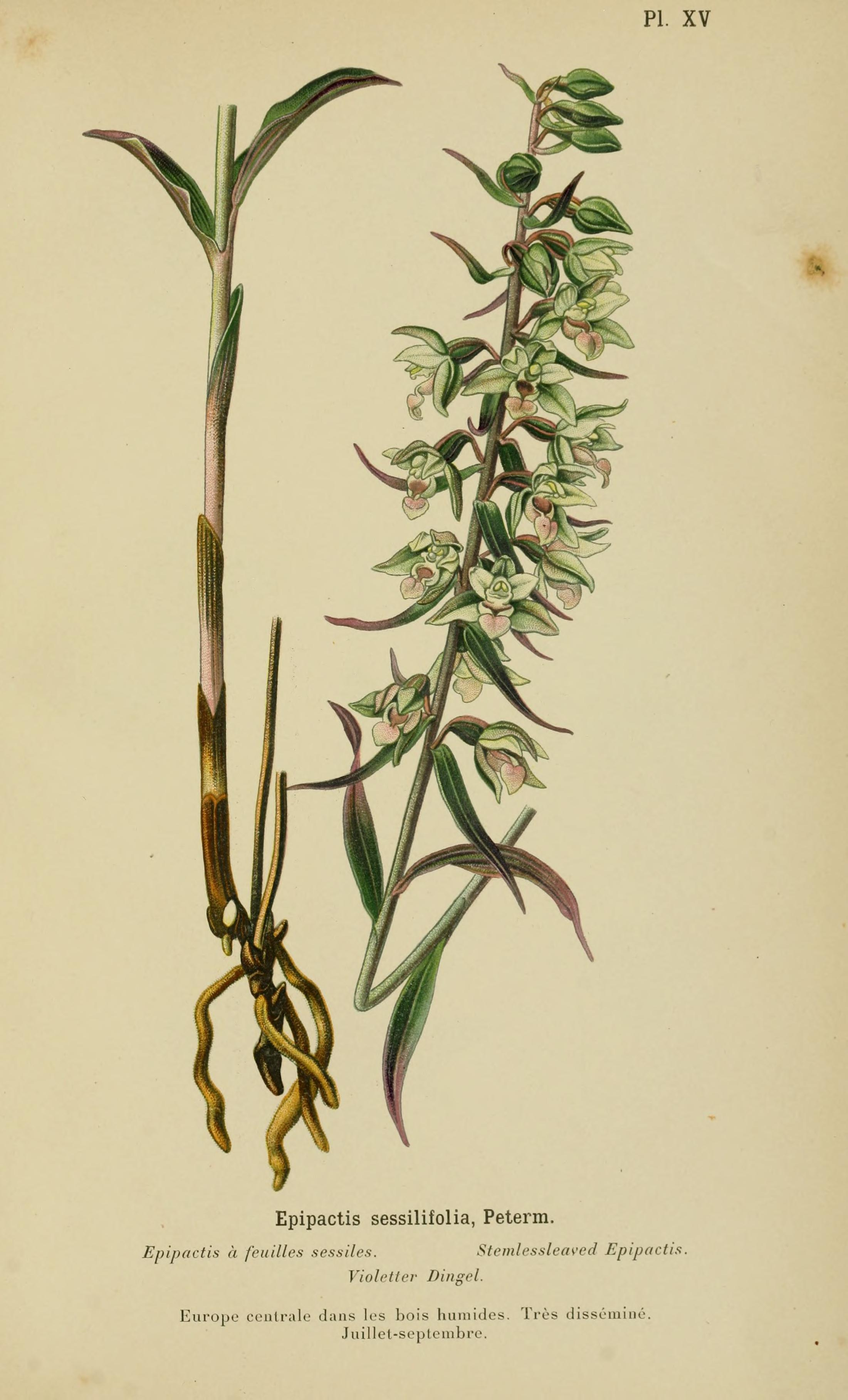
Ábrázolása egy svájci botanikakönyvben (1899)